# Полози (родина)

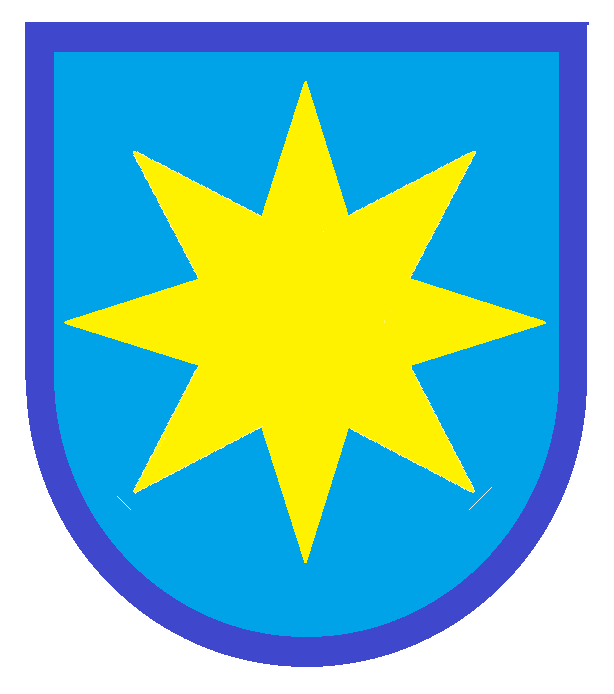
Герб «Полозович»

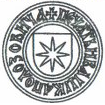
Відбиток печатки Івана Полоза

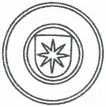
Відбиток печатки Щастни Полоза

Полози (пол. Połuz czyli Połoz) — давній український шляхетський рід гербу Полозович, який панував на землях Пінщини, Київщини та Волині.
Полози поряд із Химськими, Слуцькими, Горностаями, Кропивницькими, Шашкевичами, Єльцями, Олізарами, Немиричами, Кмітами, Лозками, Проскурами представляли українську шляхту південно-західного та південно-східного литовського прикордоння протягом 200 років. Саме в цей період в основному склалась соціальна структура краю.
Рід Полозів вийшов з Пінської землі.

## Відомі представники
Вперше цей рід згадує Каспер Несецький.
- Іван Полоз у Пінському повіті.
  - Філон Іванович Полоз у Пінському повіті.
    - Петро Філонович Полоз, при королі Владиславі ІІІ був у полоні в московитів, дідич у Дуб'ї.

  - Федір Іванович Полоз у Пінському повіті.
    - Іван Федорович Полоз — пінський боярин, отримав від княгині Марії Семенівни Олександровичевої маєток Це́рабень, який належав до Пінського замку. Король Олександр Ягеллончик затвердив йому це надання у 1492 та 1497 році. У 1505 році отримав від князя Федора Ярославовича чотири з половиною садиби у пінському повіті. 1509 року король Сигізмунд I Старий звільняє його від служби, яку виконував у київському повіті. У 1524 році був пінським войським, а в 1527 році мав отримати на два роки Чорнобильський замок після Заморенка, але очевидно не отримав, бо у 1531 році отримав нове призначення на цей уряд, який до того часу все ще перебував в руках Заморенка. Дружина Настя.
      - Андрій Іванович Полоз — у 1517 році разом з батьком та матір'ю записали скиту острів Кучуків.
      - Лев Іванович Полоз — у 1533 році отримав на два роки Чорнобильський замок, у 1537 — дворянин королеви Бони. У 1550 році королева Бона Сфорца назвала опікункою дітей та маєтку його вдову Богдану Бабинську, яка на той час вже вийшла заміж за Йосипа Немирича.
        - Іван Львович Полоз.
        - Софія Львівна Полоз, у 1565 році дружина Івана Годебського, литовського стольника[2].
        - N Левівна Полоз.

    - Семен Федорович Полоз (пом. 1529) — в 1494–1495 роках київський ключник, 1510 року овруцький намісник, у 1522–1529 річицький намісник[3]. Відомий організацією ним козацьких загонів та військових виправ для них.
      - Фенна Семенівна Полоз у першому шлюбі за князем Іваном Сенським, у другому (з 1532 року)[3] — за князем Дмитром Видницьким-Любецьким, який прийняв її з дітьми[4]. Її донька, теж Фена, вдруге вийшла заміж за Щесного Харленського[5].

    - Щастни Федорович Полоз — У 1505 році отримав від короля Олександра Ягелончика маєток Жаховичі. Король Сигізмунд I Старий затвердив йому це надання у 1507 році.

  - Орфіна Іванівна Полоз — дружина Богдана Олександровича Кміти.

Полози були родичами Кмітів: батько Криштофа та Семена Кмітів мав ім'я Богдан, а його дружиною і матір'ю дітей була Орфина Полоз.
У 1524 році з наказу Сигізмунда I Криштоф Кміта разом із Семеном Полозом, зібравши невеликий супровід із козаків, ходили на низ Дніпра і там надали велику послугу, розбивши поган. Після цього походу запропонували королю створити у нижньому Подніпров'ї постійний козацький форпост. Хоча урядовий проект провалився через нестачу коштів, ідея охорони південного прикордоння силами козаків збереглася.
У 1552 році в Чорнобилі був будинок пана Полоза.